# Paulina Walendziak
Paulina Walendziak (ur. 8 lipca 1994 w Świeciu) – polska aktorka i wykonawczyni piosenki aktorskiej.

## Życiorys
Jest absolwentką Wydziału Aktorskiego PWSFTViT w Łodzi (2019). Aktorka Teatru Nowego im. Kazimierza Dejmka w Łodzi. Związana także z Teatrem im. Stefana Jaracza w Łodzi. 

## Filmografia

### Aktorka
- 2017: Belfer 2 jako Zosia Sokół
- 2018: Plan B jako Zosia, córka Natalii
- 2018: Fuga jako dziewczyna na plaży
- 2018: Monument jako dziewczyna
- 2019: Ja teraz kłamię jako Yvonne
- 2020: Żywioły Saszy. Ogień jako Kalina Różnicka
- 2020: Mały zgon jako Emilka, córka Marka
- 2020: Osiecka jako Krystyna Sienkiewicz
- 2021: Bo we mnie jest seks jako aktorka Maja Bzowska
- 2021: Krucjata. Prawo serii jako Mika (odc. 13)
- 2022: Iluzja jako bezdomna dziewczyna
- 2022–2023: Mój agent jako Dorota Rajkowska[4][5]
- 2023: Grzyby jako księżniczka

### Oprawa muzyczna
- 2020: Osiecka – wykonanie wokalne piosenek[6]:
  - „Miłość w Portofino”
  - „Siedzieliśmy na dachu”
  - „Niech no tylko zakwitną jabłonie”
  - „O Jeremi”
  - „Rodzina”
  - „Na moście w Białobrzegach”
  - „Czerwone maki na entej ulicy”
  - „Ballada o pancernych”

## Nagrody
- 2014: II nagroda na Przeglądzie Piosenki Aktorskiej we Wrocławiu za najlepszą interpretacje piosenki w języku polskim[7]
- 2018: nagroda publiczności dla „najbardziej elektryzującej aktorki” na 36. Festiwalu Szkół Teatralnych w Łodzi[6]
- 2018: nagroda „Złota Żyleta” gazety festiwalowej „Tupot” na 36. Festiwalu Szkół Teatralnych w Łodzi[6]
- 2018: nagroda łódzkich dziennikarzy na 36. Festiwalu Szkół Teatralnych w Łodzi[6]
- 2018: wyróżnienie za rolę księżnej Himalaj w Operetce PWSFTViT w Łodzi na 13. Międzynarodowym Festiwalu Gombrowiczowskim w Radomiu[6]
- 2018: Złota Maska za najlepszy debiut za rolę Iris w Otchłani Teatru im. Stefana Jaracza w Łodzi[7]
- 2019: główna nagroda aktorska za rolę Iris w Otchłani Teatru im. Stefana Jaracza w Łodzi na 5. Festiwalu Debiutantów „Pierwszy Kontakt” w Toruniu[6]